# Mario Giordana

Msgre. Mario Giordana (16. ledna 1942, Barge, Cuneo, Itálie) je italský katolický biskup, právník a diplomat Svatého stolce, od 15. března 2008 do 1. dubna 2017 čtvrtý apoštolský nuncius na Slovensku. Je titulárním arcibiskupem minorským.

## Život
Mario Giordana byl na kněze vysvěcen 25. června 1967. Poté získal doktorát kanonického práva a v roce 1976 vstoupil do diplomatických služeb Svatého stolce. Působil na apoštolské nunciatuře v Indonésii, na Státním sekretariátu, dále pak na nunciaturách ve Švýcarsku, Francii, Rakousku a Itálii.
27. dubna 2004 byl jmenován apoštolským nunciem na Haiti a titulárním arcibiskupskem minorským. Biskupské svěcení přijal 29. května téhož roku z rukou kardinála Sodana a spolusvětitelů arcibiskupa Romea a biskupa Guerriniho. Dne 14. března 2008 jej papež Benedikt XVI. jmenoval apoštolským nunciem na Slovensku. 1. dubna 2017 přijal papež František jeho rezignaci z důvodu dosažení věkového limitu.
Hovoří italsky, francouzsky, anglicky a španělsky.
| Předchůdce: Luigi Bonazzi | Znak z doby nástupu | apoštolský nuncius na Haiti 2004–2008 | Znak z doby konce vlády | Nástupce: úřad neobsazen |

| Předchůdce: Henryk Józef Nowacki | Znak z doby nástupu | 4. apoštolský nuncius na Slovensku 2008–2017 | Znak z doby konce vlády | Nástupce: Giacomo Guido Ottonello |